# 倉貫健二郎
倉貫 健二郎 （くらぬき けんじろう、1966年6月1日 - ）は、日本のテレビドラマディレクター、TBSスパークル エンタテインメント本部ドラマ映画部所属。

## 人物
1990年、株式会社木下プロダクション入社（現：TBSスパークル）。
以後多くのテレビドラマの演出を手掛ける。
映画「降りてゆく生き方」で、映画監督デビュー。

## 監督・プロデュース作品

### 主なテレビ連続ドラマ
- 「最高の食卓」（テレビ朝日）
- 「ベストパートナー」（TBS）
- 「ラブアゲイン」（TBS）
- 「ザ・ドクター」（TBS）
- 「金曜日の恋人たちへ」（TBS）
- 「サラリーマン金太郎」 1・2・3・4〜高橋克典版〜（TBS）
- 「ネバーランド」（TBS）
- 「ビッグウイング」（TBS）
- 「夜王 〜YAOH〜」（TBS）
- 「鉄板少女アカネ!!」（TBS）
- 「孤独の賭け〜愛しき人よ〜」（TBS）
- 「RESCUE〜特別高度救助隊」（TBS）
- 「タンブリング」（TBS）
- 「Dr.DMAT」（TBS）
- 「確証」（TBS）【※プロデューサー】
- 「警視庁ゼロ係〜生活安全課なんでも相談室〜」  1・2・3・4・５（テレビ東京）
- 「嫌われ監察官　音無一六」（テレビ東京）
- 「対岸の家事」（TBS）【※プロデューサー】

### 主な単発ドラマ
- 「プロデューサー麻生一平の事件ファイル」（TBS）
- 「サラリーマン金太郎 超ド迫力！秋の2時間スペシャル」（TBS）
- 恋する日曜日セカンドシリーズ「テーブルの片すみで」（BS-i）
- 「朱夏　警視庁脅迫事件」（テレビ東京）【※プロデューサー】
- 「樋口一葉物語」（TBS）【※プロデューサー】
- 奇跡のドラマスペシャル「ミラクルボイス」（TBS）
- 「江戸前鮨職人 きららの仕事」（TBS）【※プロデューサー】
- 土曜ワイド劇場「遺品の声を聴く男」 1・2・3・4・5（ABC）
- 水曜ミステリー9「嫌われ監察官 音無一六〜警察内部調査の鬼〜」 1・2・3・4・5・６（テレビ東京）
- テレビ東京開局50周年特別企画「松本清張 黒い画集-草-」（テレビ東京）
- 月曜ゴールデン特別企画「松本清張サスペンス・影の地帯」（TBS）
- 松本清張没後25年特別企画「誤差」（テレビ東京）
- ドラマ特別企画「がん消滅の罠〜完全寛解の謎〜」（TBS）【※プロデューサー】
- 月曜プレミア８「警視庁ゼロ係〜生活安全課なんでも相談室〜　出張捜査スペシャル」（テレビ東京）
- 月曜プレミア８「警視庁ゼロ係〜生活安全課なんでも相談室〜　愛と涙のさよならスペシャル」（テレビ東京）
- 月曜プレミア８「警視庁ゼロ係〜生活安全課なんでも相談室〜　スカイフライヤーズ」（テレビ東京）

### テレビミニ番組
- タヒチへの旅（TBS）

### 映画
- 降りてゆく生き方（主演・武田鉄矢／一般社団法人降りてゆく生き方）